# Alba Fabbrica Automobili
La Alba è stata una casa automobilistica austriaca, attiva dal 1906 al 1908.

## Storia
L'azienda venne fondata a Trieste nel 1906, all'epoca territorio dell'Impero austro-ungarico, con la doppia ragione sociale di Alba Fabbrica Automobili S.A. e Alba Automobilwerke Aktiengesellschaft, da un gruppo di appassionati di automobili, appartenenti a importanti famiglie triestine. Tra loro Edmondo Richetti, segretario delle Assicurazioni Generali e Ettore Modiano, figlio di Saul, fondatore dell'omonima industria cartotecnica.

## Veicoli
I piani produttivi prevedevano la costruzione di due diversi modelli da 18/24 HP e 35/40 HP. In vista del Salone di Parigi del 1907 fu approntato il modello più potente, dotato di un motore quadricilindrico in linea da 6.868 cm³, della Aster, trasmissione finale a cardano e cambio a 4 marce più retromarcia. La Alba 35/40 HP riscosse ottime critiche dai giornalisti specializzati e il favore dei visitatori, per la modernità delle soluzioni adottate.
Nonostante gli apprezzamenti della stampa e degli esperti, nel 1908 furono commissionate e realizzate solamente nove vetture del tipo "35/40 HP"; una produzione decisamente insufficiente per un'azienda che contava 150 operai. La società venne pertanto sciolta e posta in liquidazione nel 1909.